# آرسي (إيطاليا)
آرسي هي بلدية في مقاطعة فروزينوني في لتسية بإيطاليا.

## جغرافية
تنقسم آرسي إلى قسمين، الجزء العلوي (البلدة القديمة) والجزء السفلي الذي تَكُون مبانيه أكثر حداثة. وتُعد المنطقة الأسهل دخولاً عبر مخرج «سيبرانو» للطريق السريع A1. تقع المدينة بين مدينتي فروزينوني وكاسينو.

### البلديات المجاورة
سيبرانو، كولفيليس، فالفاتيرا، فونتانا ليري، مونتي سان جيوفاني كامبانو، روكا دارسي، سان جيوفاني إنكاريكو، سترانجولاجالي.

### قُرى
كامبانيل، كامبوستيفانو، كوليلتو، كوليميتسو، كولينوسي، كوليوليفو، كوليوني، فونتانيل، فراسي، إيسوليتا، مارزي، موراتا، بورتون، بوزاكا، ترامونتي، فالي.

## تاريخ
يُشتق اسم آرسي من Arx أو الحِصن، الذي تم استخدامه عدة مرات، أو «Arcanum»، الجبل الذي تقف عليه البلاد. تم العثور على أول ذكر لاسم "آرسي" في وثيقة في علم الكونيات من ربنة يرجع تاريخها إلى القرن السابع.
في عام 702، تم السيطرة على آرسي من إمبراطور الشرق الدوق لومبارد جيزولف الأول من بينيفينتو، وبذلك تصبح تحت سلطان دوقية بينيفينتو. في 846 و 877، تم الاستيلاء على آرسي ونهبها من قبل الساراكينوسيين. في عام 937 تم الاستيلاء عليها من قبل المجريين. في نهاية القرن العاشر، تم منح آرسي من لومبارد إمارة كابوا إلى رهبان مونت كاسين، مع بلوغ سنة 1058: استحوذ عليها ريتشارد الأول، كونت أفيرسا. في عام 1191، تم الاستيلاء على آرسي من قبل هنري السادس. في عام 1230، وفي أثناء عودته من الأرض المقدسة، استولى فريدريك الثاني على المدينة. في عام 1265، على الرغم من الدفاع الكاذب من قبل قوات مانفريد، إلا أنه تم إفتكاكها من قبل تشارلز الأول من أنجو. أعطيت آرسي كإقطاعية لعائلة كانتيلمو، ثم إلى عائلة ديلا روفيري حتى عام 1579، عندما حصل عليها جياكومو بونكومباني (دوق سورا وآرسي). في عام 1796 تم ضم المنطقة إلى مملكة نابولي. تم تحديد الحدود مع الولايات البابوية بـ 14 علامة حدودية.
شهدت آرسي مرور القوات الثورية الفرنسية، الذين كانوا يفرون بعد سقوط الجمهورية البارثينوبية. في مايو 1849، تأثرت المنطقة بجماعة توحيد إيطاليا مع وجود الجنرال جوزيبي غاريبالدي: بمناسبة الذكرى المئوية للحدث، تم وضع لوحة على واجهة قاعة المدينة.
قبل الجنرال دعوة جوزيبي مازيني لتعليق العمليات في المملكة.
في عام 1856 تم افتتاح طريق "سيفيتا فارنيسي" الذي لا يزال يربط آرسي بـ إتري. في 4 ديسمبر 1884، تم افتتاح خط سكة حديد «Roccasecca-Arce»، وتم تمديده لاحقًا إلى أفيتسانو. في عام 1927، بعد تقسيم مقاطعة كزرتة التي تنتمي إليها، أصبحت المدينة جزءًا من مقاطعة فروزينوني. في الـ29 من مايو 1944، وضعت قوات الحلفاء نهاية للاحتلال العسكري الألماني.

## إدارة

### قائمة العمد
| بداية الفترة                    | نهاية الفترة | العمدة         |
| ------------------------------- | ------------ | -------------- |
| «مطلوب إكمال المُعطيات المفقودة» |              |                |
| 8 يونيو 2009                    | -            | روبرتو سيمونلي |

### السكان
عدَّت آرسي في عام 2000 تقريبا 6 000 ساكن، ولكن منذ عام 1960، انخفض عدد سكان المدينة بشكل مستمر تقريبا؛ وصلت المدينة إلى ذروة عدد سكانها في عام 1936 مع 8 124 ساكن. انخفض عدد السكان خاصة في البلدة القديمة التي كانت في عام 1930 أكثر حيوية مما هي عليه اليوم. على الرغم من كل شيء، لا تزال المدينة خلابة للغاية بشوارعها المنحدرة الضيقة الصغيرة وواجهاتها الحجرية القديمة والنموذجية للقرى الإيطالية القديمة.
| 1861 | 1871 | 1881 | 1901 | 1911 | 1921 | 1931 | 1936 | 1951 | 1961 | 1971 | 1981 | 1991 | 2001 | 2011 |
| ---- | ---- | ---- | ---- | ---- | ---- | ---- | ---- | ---- | ---- | ---- | ---- | ---- | ---- | ---- |
| 5267 | 6150 | 5912 | 7219 | 7135 | 7256 | 7570 | 8124 | 7616 | 6601 | 6058 | 6074 | 6174 | 6029 | 5783 |

## الآثار والأماكن ذات الأهمية

### العمارة الدينية

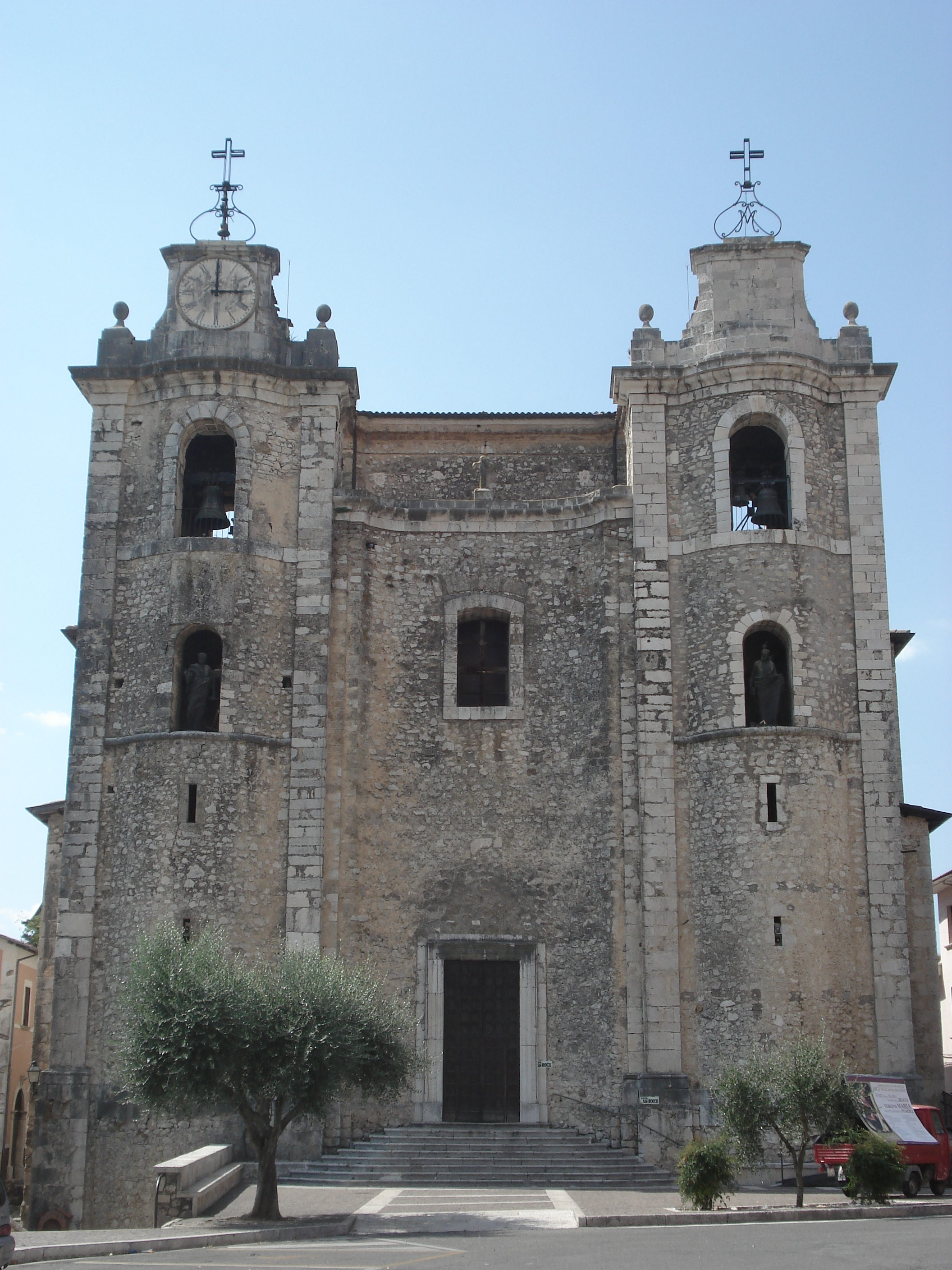

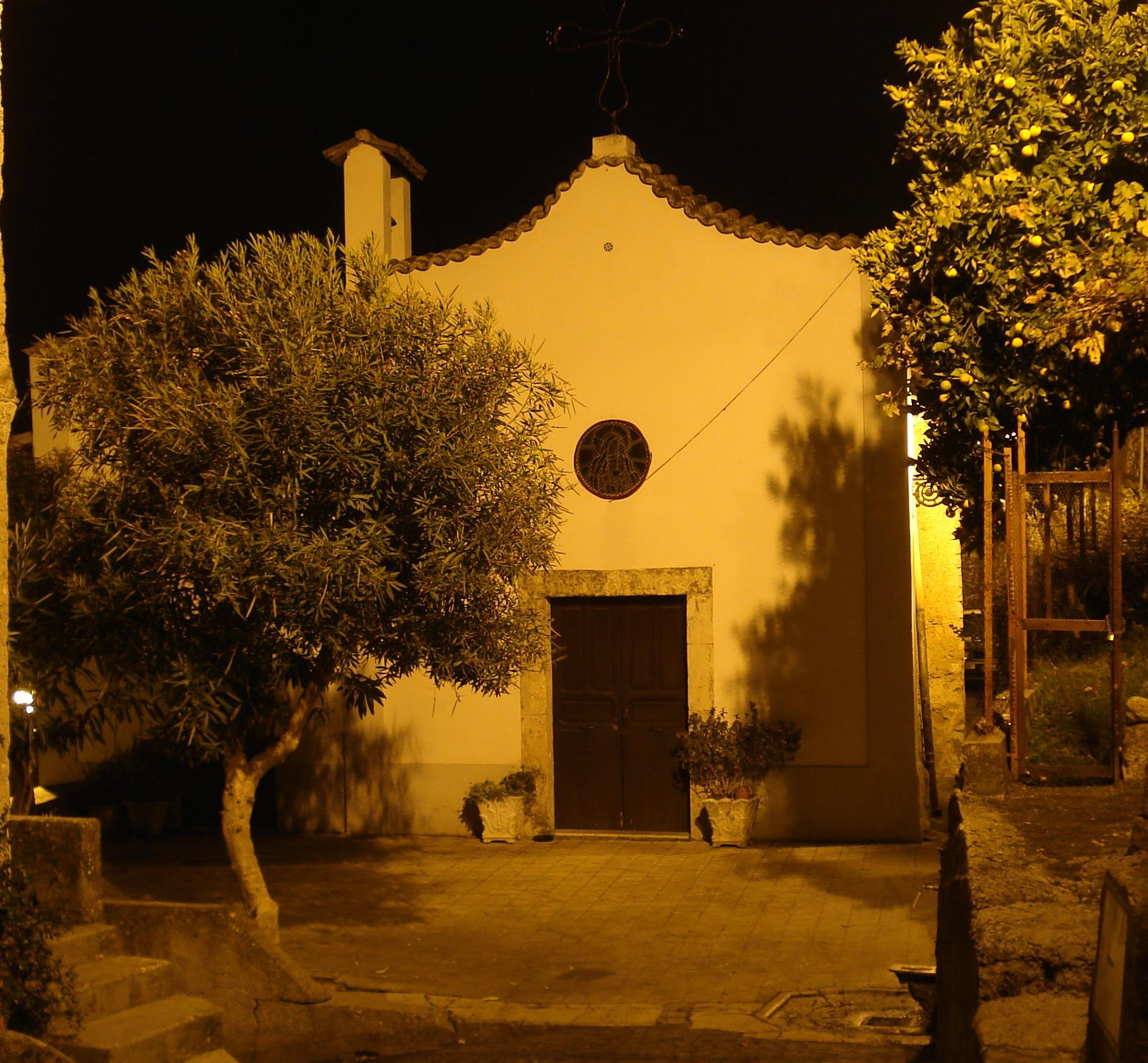

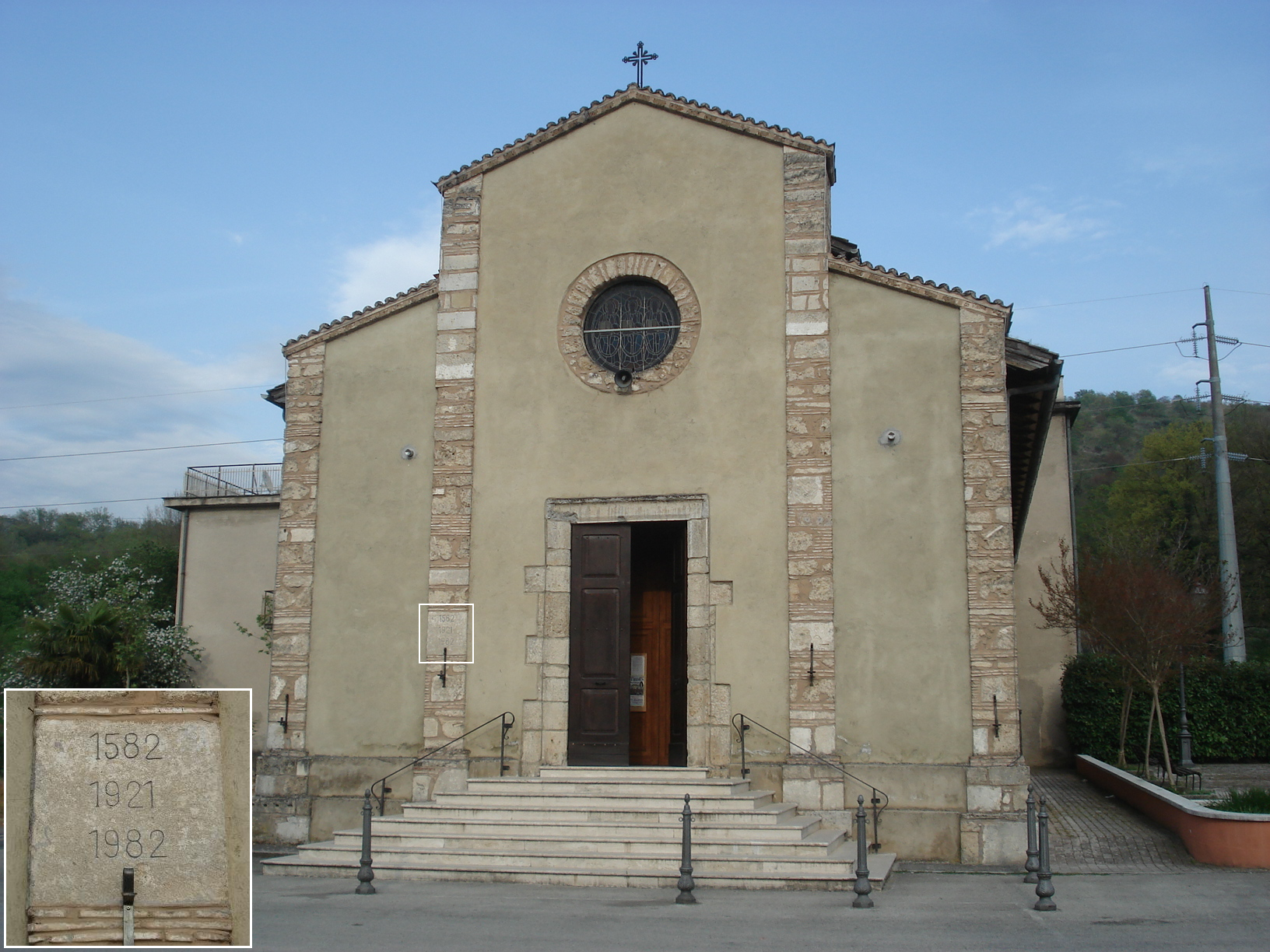

- كنيسة القديسين بطرس وبولس

- كنيسة سانتا ماريا

- كنيسة سانت أغوستينو

- مزار القديس إلوثريوس

### المواقع الأثرية
- منطقة فريجيليا الأثرية

على هضبة بالقرب من قرية إيزوليتا في عام 1978، كشفت الحفريات عن بقايا مستعمرة فريجيليا الرومانية القديمة بعد دراسة دقيقة. تم تدمير المدينة، التي أسسها الرومان عام -328، عام -125 بأمر من مجلس الشيوخ الروماني. كشفت الحفريات عن العديد من حمامات دوموس والحمامات العامة الحضرية، وتقع في منطقة أرستقراطية بالقرب من المجلس.

### أخرى
- علامات الحدود بين الولايات البابوية ومملكة نابولي.
- النافورة الضخمة في ساحة أومبيرتو الأول من نهاية القرن التاسع عشر.